# Guglielmo d'Eu
Guglielmo d'Eu, in normanno Guillaume (978 – dopo il 1057), fu conte d'Eu e conte di Hiémois. In tali cariche succedette al proprio nipote, Gilberto, conte di Brionne, dopo il suo assassinio nel 1040.
In quanto figlio illegittimo di Riccardo I di Normandia, Guglielmo fu uno dei Richardides, signori della Normandia tra i secoli X e XI.

## Biografia

### Famiglia e successione secondo le fonti storiografiche antiche
Guillaume d'Eu era figlio illegittimo di Riccardo I di Normandia e di una donna sconosciuta.
Sulla madre di Guglielmo, le fonti storiografiche antiche forniscono più informazioni:

-Dudo o Dudone, decano della collegiata di San Quintino, nella sua Historia Normannorum (o De moribus et actis primorum Normanniae ducum), opera peraltro che tra le fonti di tradizione orale oltre a Raoul d'Ivry, ebbe la stessa Gunnora, (Gunnora di Normandia fu dapprima concubina, in more danico, poi sposa di Riccardo). considera Guglielmo figlio di Riccardo e di un'altra amante, non di Gunnora.

-Guglielmo di Jumièges (GND IV,18) nomina Godefridus (Goffredo di Brionne) e Willelmus (Guglielmo) entrambi come figli avuti da Riccardo dalle sue concubine: Genuit etiam duos filios et totidem filias ex concubinis («Riccardo generò anche due figli e altrettante figlie da concubine»). Quorum unus Godefridus alter vero dicebatur Willelmus («Di essi, uno si chiamava Goffredo, l'altro Guglielmo»). Horum prior comes fuit Aucensis («Di questi, il primo fu conte di Auca»). Quo defuncto accessit frater eius eundem comitatum, quem adhuc heredes eius iure successioni possident, licet comes Gislebertus («Quando Goffredo morì, suo fratello accedette al titolo del contado che i suoi eredi possiedono ancora per diritto di successione, ossia il conte Gilberto»), filius Godefridi comitis, ipsum comitatum parumper tenuerit antequam occideretur («figlio del conte Goffredo [che] detenne il titolo di conte per un breve tempo, prima di essere ucciso»).
-Anche Roberto di Torigni, nella sua cronaca relativa all'anno 965, riferisce di Goffredo e Guglielmo come figli avuti da Riccardo da concubine e aggiunge che Guglielmo fu il primo conte di Eu e divenne conte di Brionne dopo la morte di suo fratello.

-Un documento del 1012 è firmato da «Riccardo [...] figlio del grande principe Riccardo [...] Roberto arcivescovo [...] della chiesa di Rouen e William e Mauger, fratelli del conte Riccardo».

### La successione e le diverse versioni storiografiche moderne

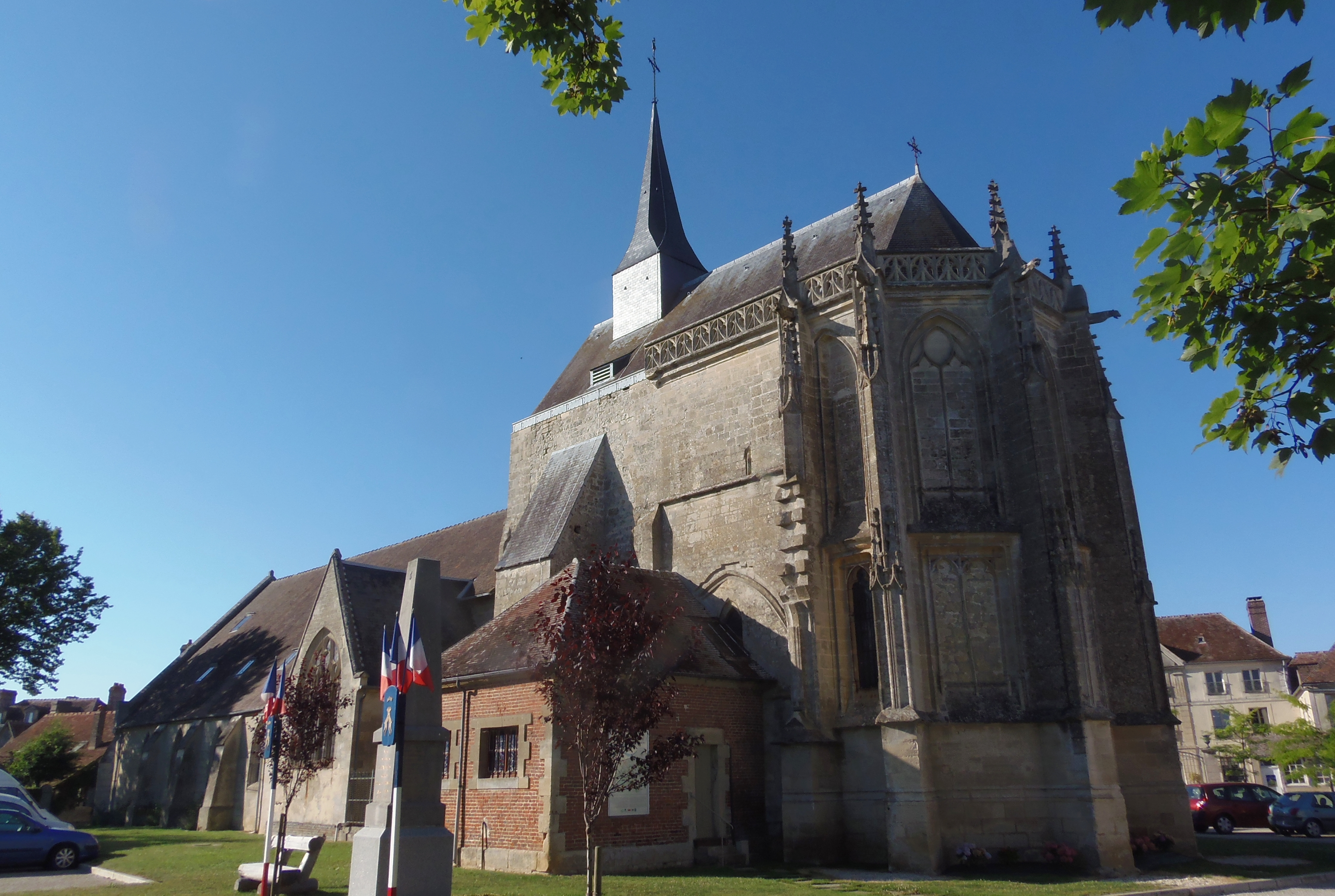
Exmes (antica Hiémois)

Gli studiosi moderni propongono diverse figure intermedie di successione al potere nel contado di Hiémois tra Guglielmo e il padre o differenti date. 

Secondo Douglas Guglielmo succedette al fratello defunto Goffredo di Brionne, ma la proposta è invalidata dal fatto che questi fosse invece ancora vivo nel periodo 1017-1023; Pierre Bauduin ritiene che Guglielmo sia stato investito prima solo del contado di Hiémois e solo in seguito di quello di Eu; Bauduin insieme con lo storico Gérard Louise avanza ipotesi relative ai periodi 996-1017 o 1006-1017.

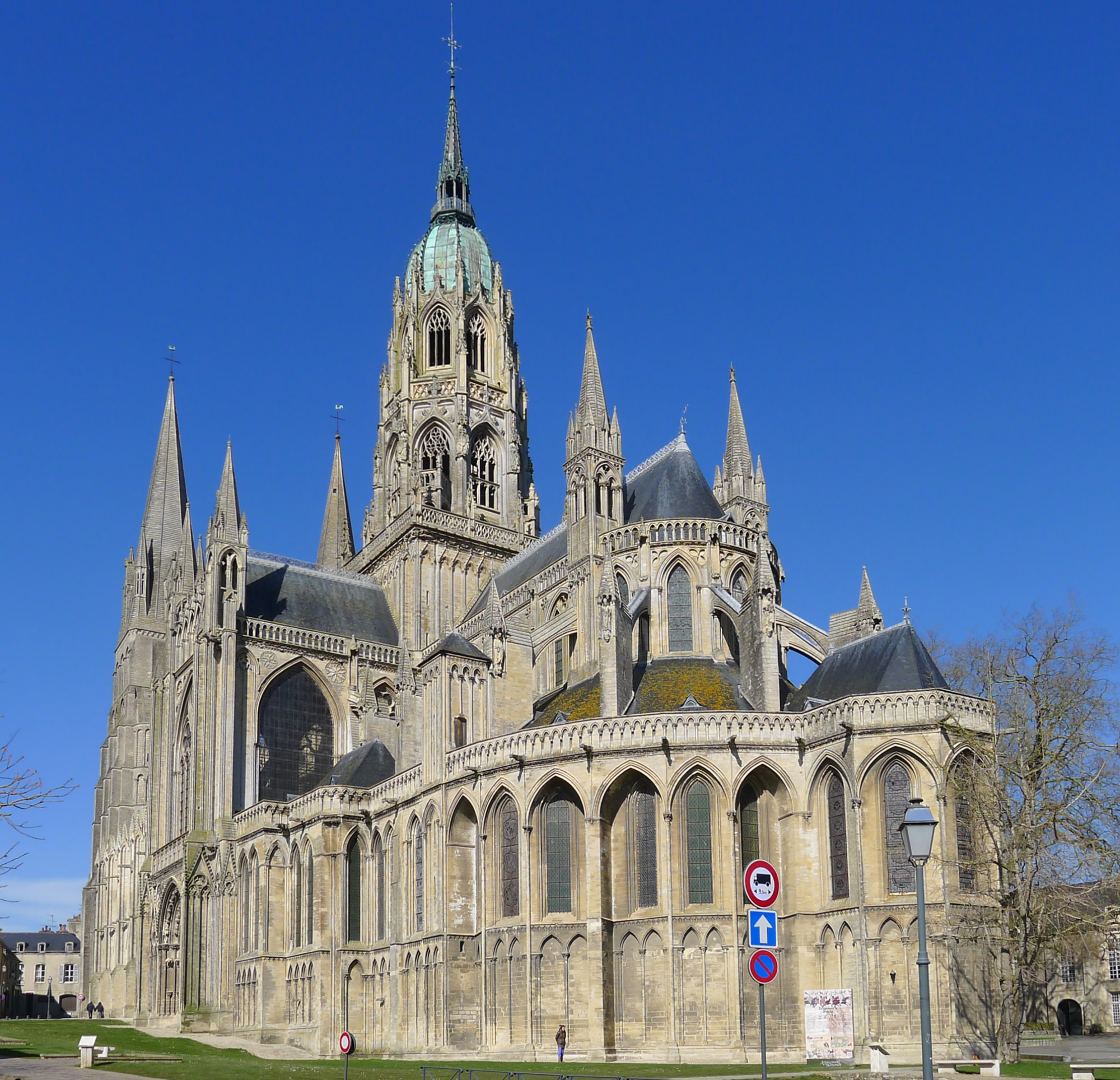
Cattedrale di Bayeux

La versione che delle traversie relative alla successione propone invece la storiografia antica (in particolare i Gesta Normannorum Ducum) viene considerata dai moderni, per converso, da alcuni leggendaria e da altri autentica.
Alla morte di Riccardo I nel 996, il fratellastro di questi (figlio di secondo letto della madre Sprota), Raoul d'Ivry, assunse il potere a fianco della vedova di Riccardo, Gunnora, facendo le veci entrambi del figlioletto di Riccardo e legittimo erede Riccardo II.
Dinanzi ad un tale colpo di Stato, o cogliendo l'occasione di fronte alla debolezza del trono e della successione, come riportato da Guglielmo di Jumièges nei Gesta, sia i contadini sia i nobili insorsero: a capo di questi ultimi fu Guglielmo, proprio in quanto figlio naturale di Riccardo e benché, nota il cronista, Riccardo lo avesse già legato a sé con gli «obblighi di cavalleria» derivanti dalla concessione del contado di «Hiesme» (Hiémois).
Raoul fece arrestare Guglielmo e lo fece imprigionare a Rouen dandolo in custodia a Turquetil di Turqueville, della casata di Harcourt, che sarebbe stato fra i tutori del piccolo Guglielmo II di Normandia e, in particolare, uno di coloro che furono assassinati per esautorare questi dal ducato di Normandia: in specie, Turquetil fu ucciso tra il 1035 e il 1040 dai mercenari di Raoul (o Ralph) de Gacé.

Sulla precisa identità di tale personaggio gli studiosi esprimono anche perplessità riguardo alle proposte di fonti più antiche: mentre nel XVII secolo La Roque, seguendo i Gesta Normannorum Ducum (gli Annali di Jumièges di Guglielmo di Jumièges, il monaco che li avviò sosteneva l'identificazione di Turquetil con l'omonimo progenitore del casato d'Harcourt, a sua volta lo studioso David Douglas invece la adduce a un duplice fraintendimento, respingendola come priva di fondamento.
Dopo circa cinque anni, Guglielmo, secondo la narrazione di Guglielmo di Jumièges, si rese protagonista di una fuga rocambolesca, per la quale avrebbe ottenuto persino aiuto e complicità della figlia del suo carceriere, Lesceline de Turqueville ricevendo infine il perdono di Riccardo II, che gli avrebbe anche concesso di sposare la donna.

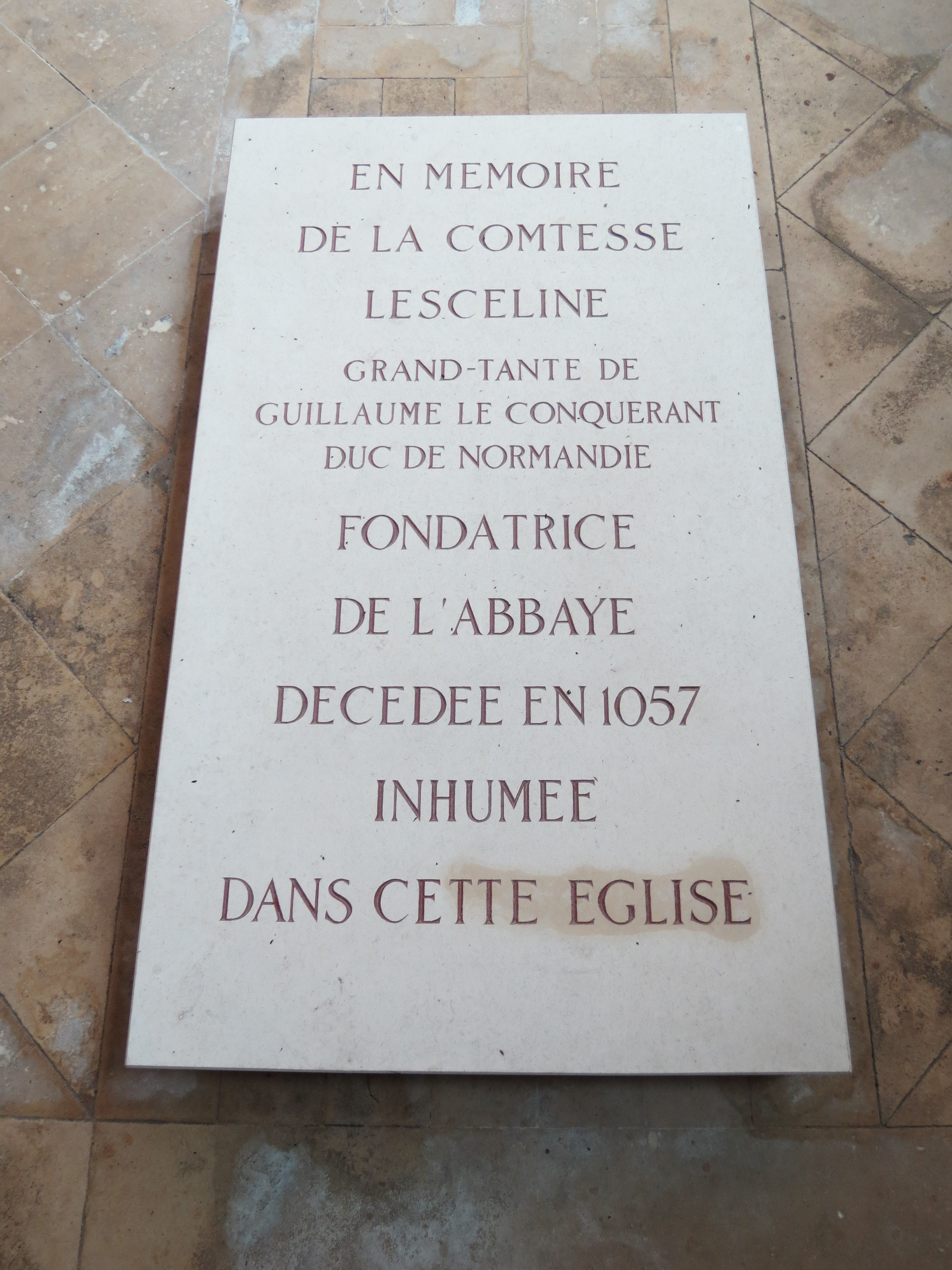
Lapide funeraria di Lesceline

 Concubina o sposa che fosse, Lesceline a metà dell'XI sec., dopo la morte dello sposo, fu fondatrice con i figli dell'abbazia benedettina di Saint-Pierre-sur-Dives e poté donare terre alla Sainte-Trinité de Rouen.
Un fratello di Lesceline, Gautier, sposò Beatrice, figlia naturale di Riccardo I di Normandia.

### Discendenza
Da Lesceline Guglielmo ebbe tre figli, come riporta già il cronista più antico:

il maggiore e suo erede, Roberto (Robert) conte d'Eu e signore di Hastings (1010†1089 o 1015/1025†1089 o †1089/1093);

Guglielmo (Guillaume) Busac (ca 1020†ca 1076) che fu forse conte d'Eu prima di essere defenestrato, poi conte di Soissons jure uxoris (per aver sposato l'ereditiera Adélaïde);

Ugo (Hugues) d'Eu, vescovo di Lisieux.

Guglielmo e Lesceline ebbero forse anche una figlia dal nome sconosciuto che fu la madre di un Willelmu[s] de Alderi (Guglielmo "di/da Alderi"), impiccato nel 1096 per aver cospirato contro il re d'Inghilterra Guglielmo II, come riportato da Fiorenzo di Worcester.

## Ascendenza
|                          |   |                 | Genitori                  |  |  | Nonni |  |  | Bisnonni |  |  | Trisnonni            |  |
|                          |   |                 |                           |  |  |       |  |  | Rollone  |  |  | Ragnvald Eysteinsson |  |
|                          |   |                 |                           |  |  |       |  |  | Rollone  |  |  | Ragnvald Eysteinsson |  |
|                          |   | Ragnhilde       |                           |  |  |       |  |  | Rollone  |  |  |                      |  |
| Guglielmo I di Normandia |   |                 |                           |  |  |       |  |  | Rollone  |  |  |                      |  |
|                          |   | Poppa di Bayeux | Berengario II di Neustria |  |  |       |  |  |          |  |  |                      |  |
|                          |   | Poppa di Bayeux | Berengario II di Neustria |  |  |       |  |  |          |  |  |                      |  |
|                          |   | Poppa di Bayeux | …                         |  |  |       |  |  |          |  |  |                      |  |
| Riccardo I di Normandia  |   | Poppa di Bayeux |                           |  |  |       |  |  |          |  |  |                      |  |
|                          |   | …               | …                         |  |  |       |  |  |          |  |  |                      |  |
|                          |   | …               | …                         |  |  |       |  |  |          |  |  |                      |  |
|                          |   | …               | …                         |  |  |       |  |  |          |  |  |                      |  |
| Sprota                   |   | …               |                           |  |  |       |  |  |          |  |  |                      |  |
|                          |   | …               | …                         |  |  |       |  |  |          |  |  |                      |  |
|                          |   | …               | …                         |  |  |       |  |  |          |  |  |                      |  |
|                          |   | …               | …                         |  |  |       |  |  |          |  |  |                      |  |
| Guglielmo d'Eu           |   | …               |                           |  |  |       |  |  |          |  |  |                      |  |
|                          | … | …               |                           |  |  |       |  |  |          |  |  |                      |  |
|                          | … | …               |                           |  |  |       |  |  |          |  |  |                      |  |
|                          | … | …               |                           |  |  |       |  |  |          |  |  |                      |  |
| …                        | … |                 |                           |  |  |       |  |  |          |  |  |                      |  |
|                          |   | …               | …                         |  |  |       |  |  |          |  |  |                      |  |
|                          |   | …               | …                         |  |  |       |  |  |          |  |  |                      |  |
|                          |   | …               | …                         |  |  |       |  |  |          |  |  |                      |  |
| …                        |   | …               |                           |  |  |       |  |  |          |  |  |                      |  |
|                          |   | …               | …                         |  |  |       |  |  |          |  |  |                      |  |
|                          |   | …               | …                         |  |  |       |  |  |          |  |  |                      |  |
|                          |   | …               | …                         |  |  |       |  |  |          |  |  |                      |  |
| …                        |   | …               |                           |  |  |       |  |  |          |  |  |                      |  |
|                          |   | …               | …                         |  |  |       |  |  |          |  |  |                      |  |
|                          |   | …               | …                         |  |  |       |  |  |          |  |  |                      |  |
|                          |   | …               | …                         |  |  |       |  |  |          |  |  |                      |  |
|                          |   | …               |                           |  |  |       |  |  |          |  |  |                      |  |